# Quintais (Póvoa de Santa Iria)
Quintais é um bairro da freguesia de Póvoa de Santa Iria, no Município de Vila Franca de Xira.